# Ouville-la-Rivière
Ouville-la-Rivière é uma comuna francesa na região administrativa da Normandia, no departamento de Sena Marítimo. Estende-se por uma área de 6,34 km². Em 2010 a comuna tinha 496 habitantes (densidade: 78,2 hab./km²).